# ベーリンガーインゲルハイム
ベーリンガーインゲルハイム（Boehringer Ingelheim GmbH）は、ドイツに本拠を置く製薬会社。株式を公開しない製薬会社としては世界最大である。

## 概要
クリスティアン・フリードリヒ・ベーリンガーと2人の息子が1859年に、バーデン＝ヴュルテンベルク州・シュトゥットガルトでC.F.ベーリンガー・ウント・ゾーン社を設立した（これは後にマンハイムに本社を置いて試薬大手のベーリンガー・マンハイム社となり、1997年にエフ・ホフマン・ラ・ロシュ社に買収されてロシュ・ダイアグノスティックスとなった）。
このクリスティアン・フリードリヒ・ベーリンガーの次男であるアルベルト・ベーリンガーが1885年に、ラインラント＝プファルツ州・インゲルハイム・アム・ラインに化学工場を設立した。ベーリンガーインゲルハイムは、株式を公開しない企業形態を生かしながら、長期に着実な成長を目指し、1885年の設立以来、製薬企業として成功を収めてきた。
現在は、グローバル企業として積極的に事業展開をしており、世界トップ20の製薬企業のひとつに数えられ、バイオ医薬品分野では、革新と技術に優れた世界大手のバイオ医薬品企業として確立している。ベーリンガーインゲルハイムの事業領域は、医療用医薬品、一般用医薬品、動物薬にわたっており、その中核領域を医療用医薬品に置いて事業を展開している。
2011年9月7日バイオ医薬品部門が、フロスト&サリバンのアナリストにより、グローバルな受託製造事業で顧客やパートナー企業に卓越した最高のサービスを提供すると認められ、フロスト&サリバン ベストプラクティス賞を受賞。
この会社の標語は、"Value through Innovation"。

## 日本法人
日本法人は「ベーリンガーインゲルハイムジャパングループ」として、日本での持株会社の傘下に、医療用医薬品事業と動物用医薬品事業の事業子会社を持っている。
なお、ベーリンガーインゲルハイム本社が2017年1月、フランスに本社を持つサノフィとの間でコンシューマーヘルスケア事業と動物薬事業の戦略的事業交換を実施したことに伴い、日本でもコンシューマーヘルスケア事業を担っていたエスエス製薬株式会社をサノフィへ移管し、替わって、サノフィ傘下だったメリアル・ジャパン株式会社をベーリンガーインゲルハイムジャパン株式会社の傘下へ移管した。
2017年12月にはメリアル・ジャパン株式会社がベーリンガーインゲルハイム アニマルヘルス ジャパン株式会社に社名変更され、2018年1月にベーリンガーインゲルハイム ベトメディカジャパン株式会社を吸収合併したことでグループ内における動物用医薬品事業を集約した。
- ベーリンガーインゲルハイムジャパン株式会社（持株会社）
  - 日本ベーリンガーインゲルハイム株式会社（医療用医薬品事業）
  - ベーリンガーインゲルハイム アニマルヘルス ジャパン株式会社（動物用医薬品事業）
  - ベーリンガーインゲルハイム製薬株式会社（医薬品製造事業）